# William Arthur Bone
William Arthur Bone (* 19. März 1871 in Stockton-on-Tees; † 11. Juni 1938) war ein englischer Chemiker.
Bone studierte an der Universität in Manchester und promovierte 1893 bei Viktor Meyer an der Universität Heidelberg. Danach war er Lecturer in Manchester und ab 1906 Professor für Brennstoffe an der University of Leeds. 1912 wechselte er an das Imperial College London. 1936 ging er in den Ruhestand.
Bone befasste sich mit Verbrennung von Kohlenwasserstoffen und Chemie und Mechanik von Flammen und Explosionen.
1936 erhielt er die Davy-Medaille, 1930 den Liversidge Award der Royal Society of Chemistry. Er war Fellow der Royal Society (1905) und hielt 1932 deren Bakerian Lecture.

## Schriften
- Coal and its Scientific Uses, 1918
- mit D. T. A. Townend: Flame and Combustion, 1927
- mit G. W. Himus: Coal and its Constitution and Uses, 1936